# Heinrich Waderé

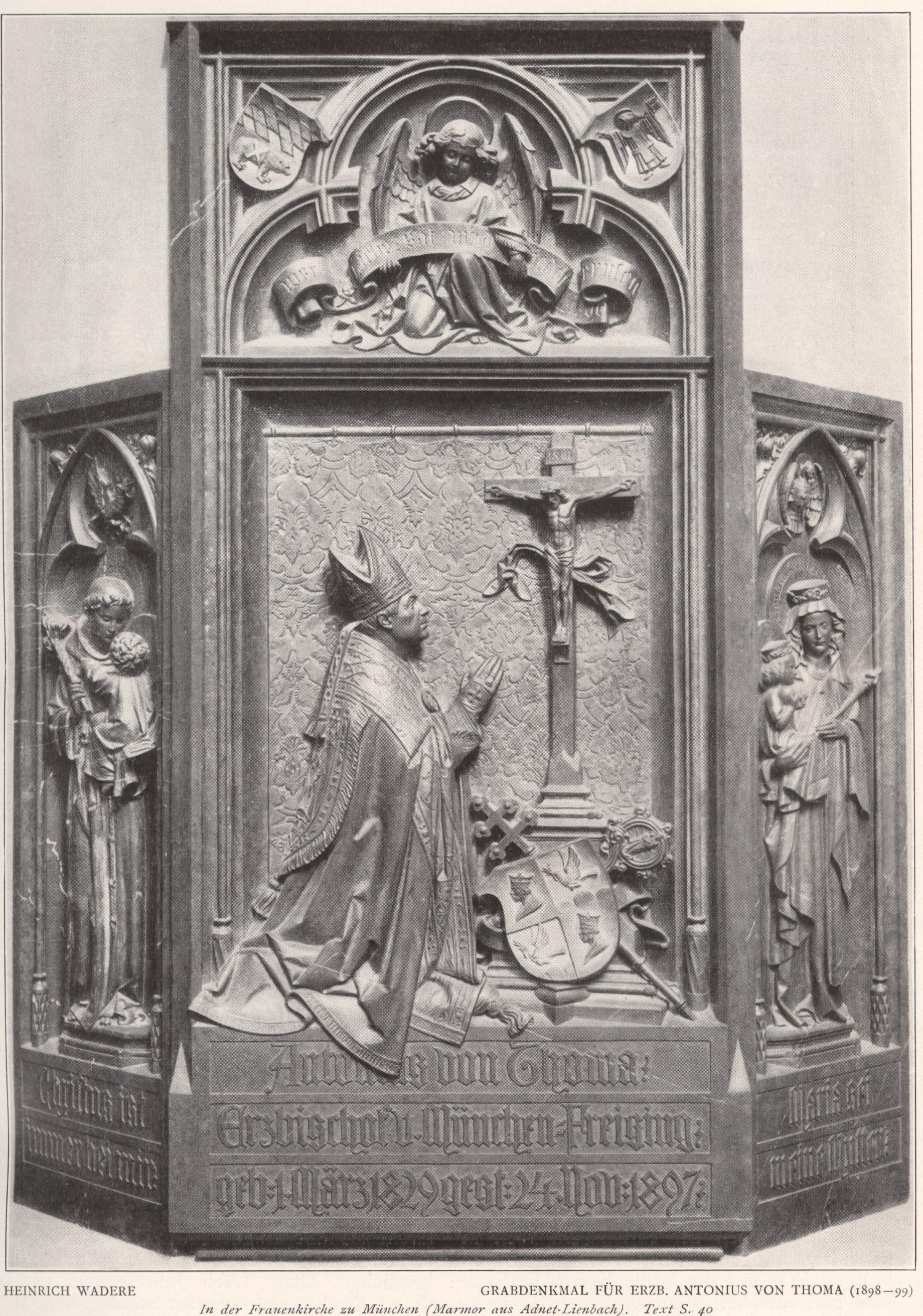
Monument funéraire de l'archevêque Antonius von Thoma, Cathédrale Notre-Dame de Munich, par Heinrich Waderé (Zeitschrift für Christliche Kunst, 1908).

Marie Henri Wadéré, puis Heinrich Wadéré, né le 2 juillet 1865 à Colmar et mort le 27 février 1950 à Munich, est un sculpteur et médailleur allemand.

## Biographie
Fils de Joseph Wadéré, stucateur et concierge de la manufacture des tabacs de Colmar, et de Barbe Paysang, Henri Wadéré naît français au sein d'une famille de stucateurs venus de Bourgogne et installée en Alsace vers 1720. La maison familiale est alors située rue des Vosges (actuelle route d'Ingersheim). Le jeune Wadéré fréquente l'école des frères de Marie au prieuré de Marast, près de Villersexel, dont les professeurs (parmi lesquels son propre frère Joseph) lui inculquent une dévotion mariale sans faille.
À partir de 1879, il devient apprenti sculpteur sur bois chez le peintre et sculpteur Adolphe Stein à Colmar, fréquente les cours de Xavier Bronner à l'école de dessin de Colmar, puis se fait engager dans un atelier de sculpture à Belfort. La production en série de statues en carton-pierre par moulage ne peut cependant assouvir ses goûts artistiques et, de retour à Colmar en 1884, il se lance dans la statuaire avec un certain succès.
Grâce à l'intervention du maire de Colmar Camille Schlumberger, il obtient une bourse annuelle de 600 marks qui lui permet de suivre pendant sept ans l'enseignement de l'Académie des beaux-arts de Munich, où il suit les cours de sculpture de Syrius Oberle et les cours d'architecture de Friedrich von Thiersch. Ses travaux académiques lui valent ses premières récompenses : à Munich, le deuxième prix pour Amour et Psyché (1889) et une médaille d'argent pour Chloé (1890) puis, à Berlin, une médaille d'or pour Chloé et une autre pour l'Adolescent à la libellule.
En 1891, il se fixe définitivement à Munich et ouvre un atelier où il crée des œuvres profanes et religieuses commandées par le clergé bavarois et des personnalités comme le régent de la cour de Bavière. En 1895, il expose au Salon à Paris et obtient du jury la mention très honorable pour l'ensemble de ses œuvres. Il obtient deux médailles à l'Exposition universelle de 1900. Sa renommée grandissante lui vaut en 1900 le poste de professeur de sculpture à l'Akademie für Angewandte Kunst de Munich. Les commandes importantes se succèdent : Pallas Athena offerte à Bismarck en 1895, mémorial à Richard Wagner, en marbre d'Untersberger, inauguré en 1913 devant le Prinzregententheater à Munich par Louis III de Bavière, travaux décoratifs à l'église Saint-Bennon, reliefs pour le couvent des bénédictins de Sao Paulo, Vierge à l'Enfant (1925) à Cleveland. Il expose à plusieurs reprises notamment au Glaspalast. Il est aussi lié à l'école de sculpture d'Oberammergau.
Wadéré est surtout connu pour son style néoclassique, comme le monument de Richard Wagner a la Prinzregentenplatz de Munich (1913). Les statues sur le portique du sont aussi de lui. Il est l'auteur de nombreuses statues funéraires, comme au cimetière de l'Ouest de Munich, et du monument aux morts d'Eichstätt (1911).
Il meurt à Munich. Il est enterré au Waldfriedhof de Munich.

## Galerie

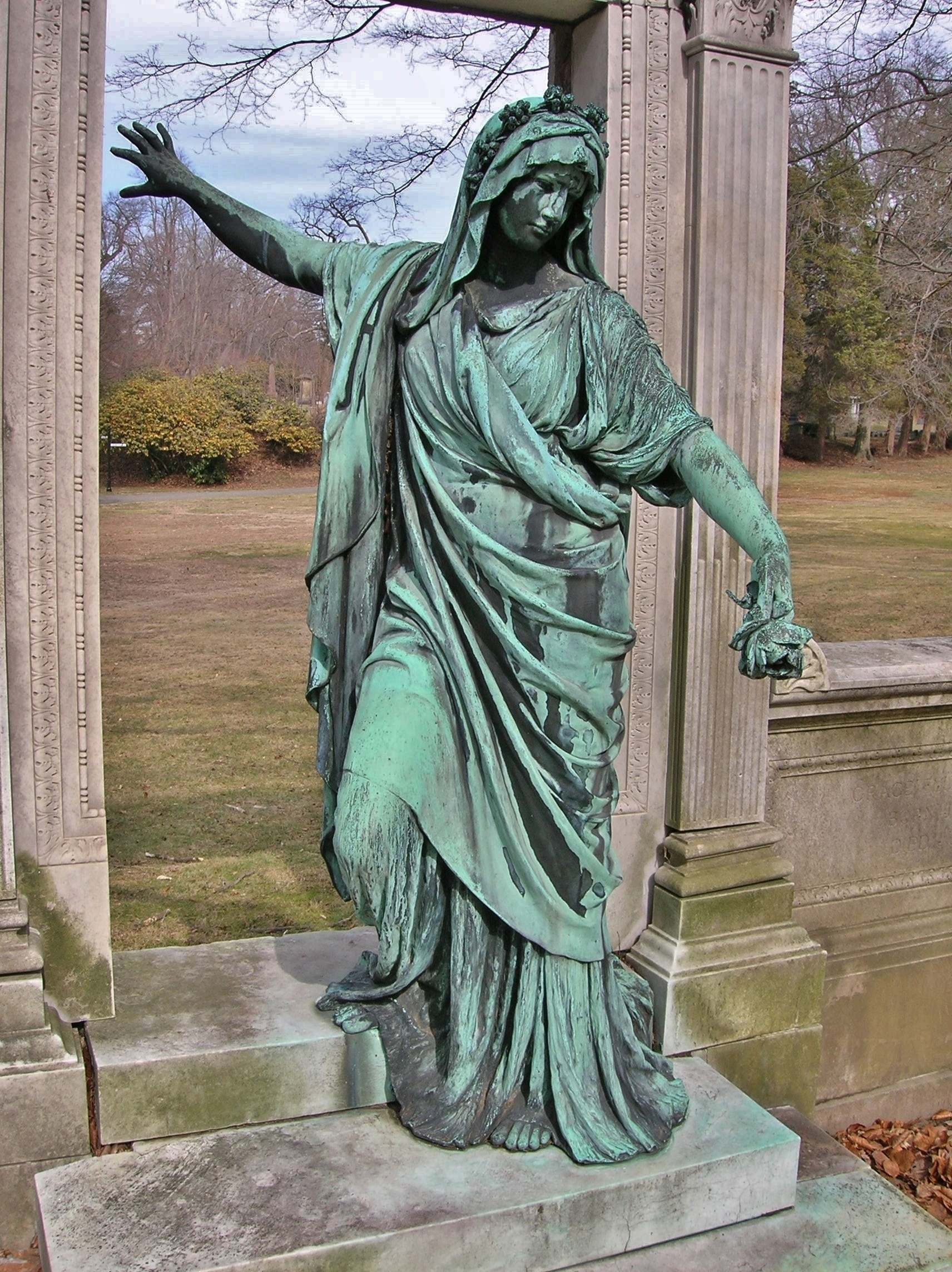
Sculpture de bronze pour la sépulture de Winthrop et Elizabeth Bliss Fuller (installée en 1910), à Springfield (Massachusetts)
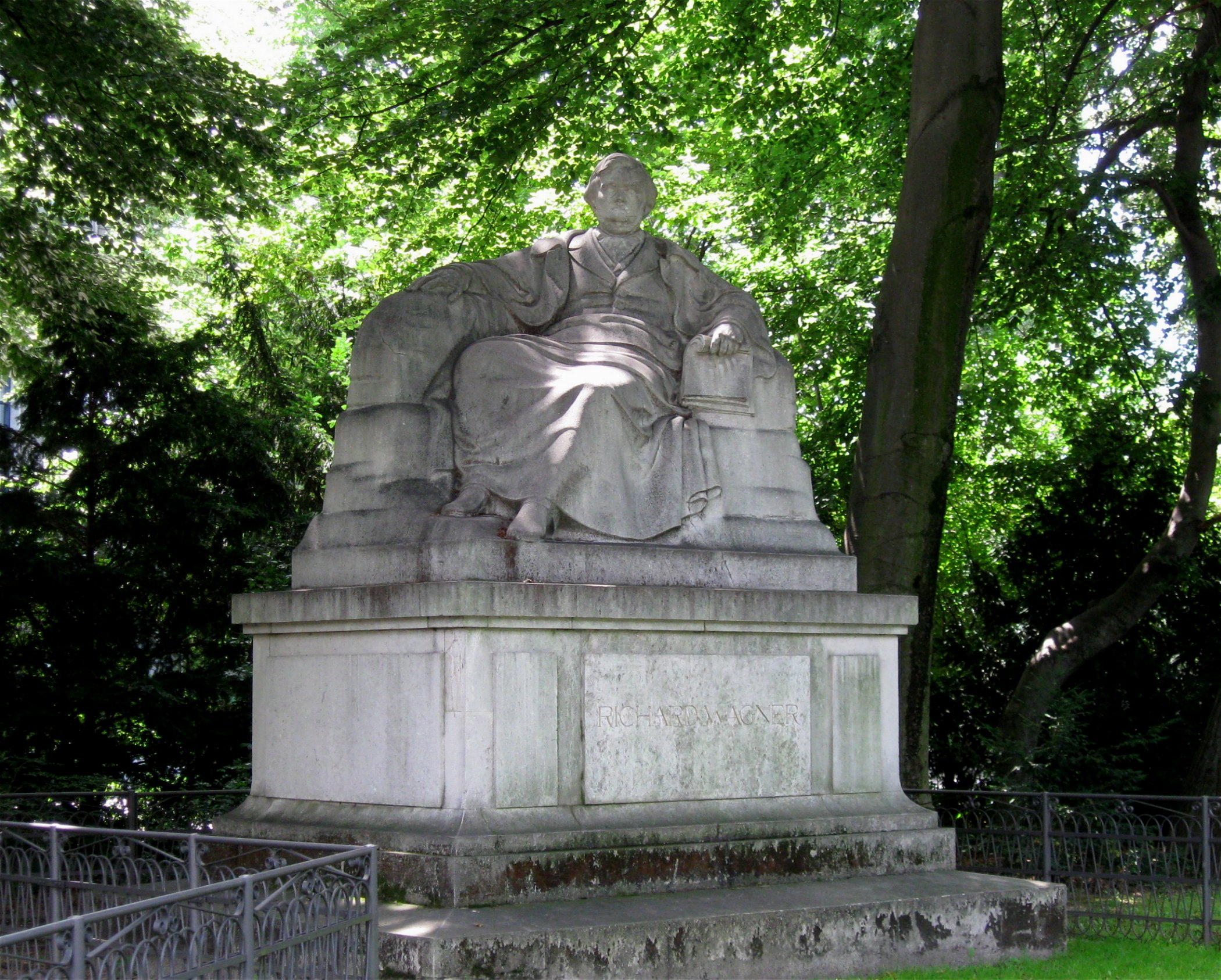
Monument de Richard Wagner par Heinrich Waderé (1913)
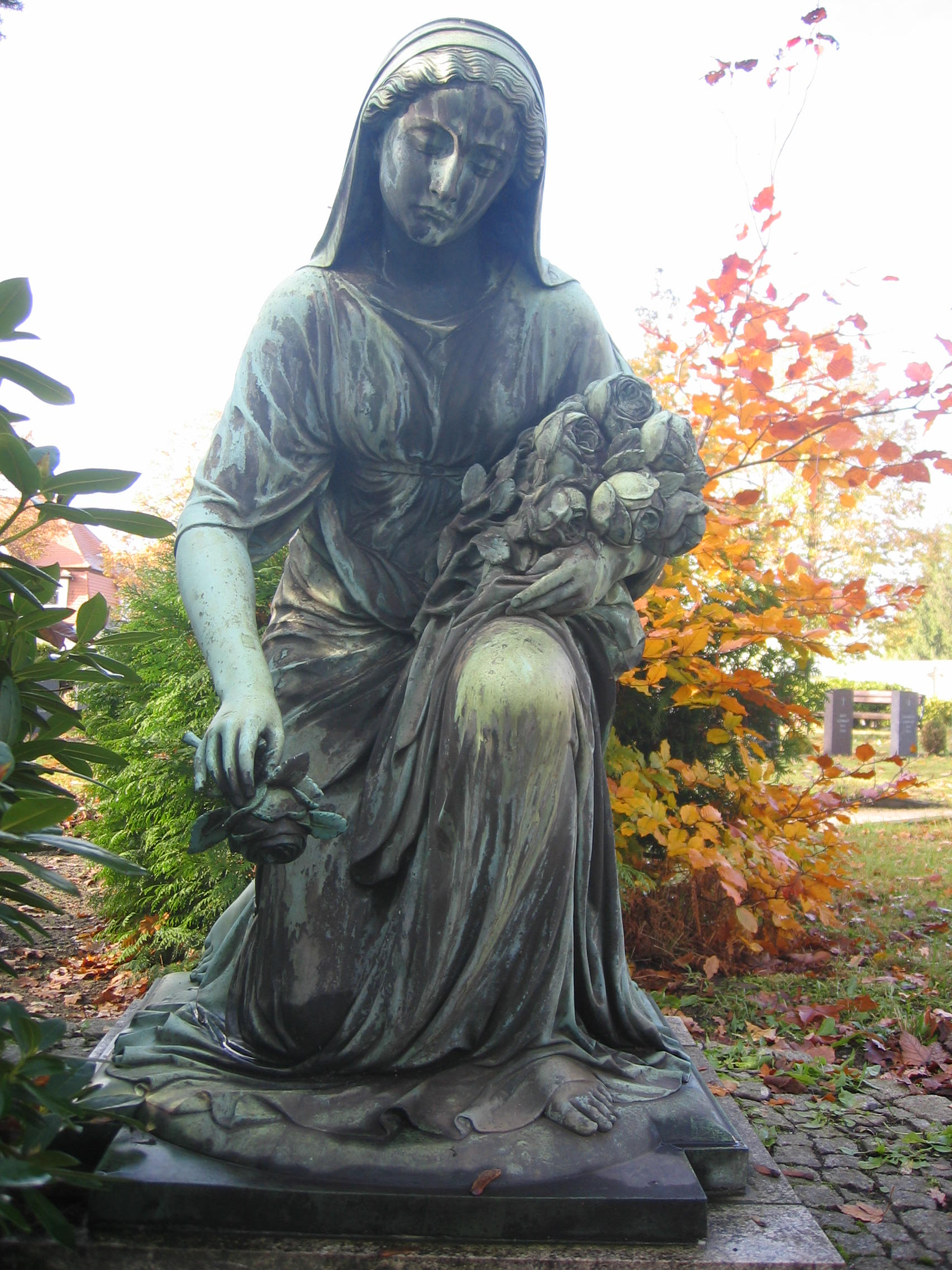
Sculpture de bronze
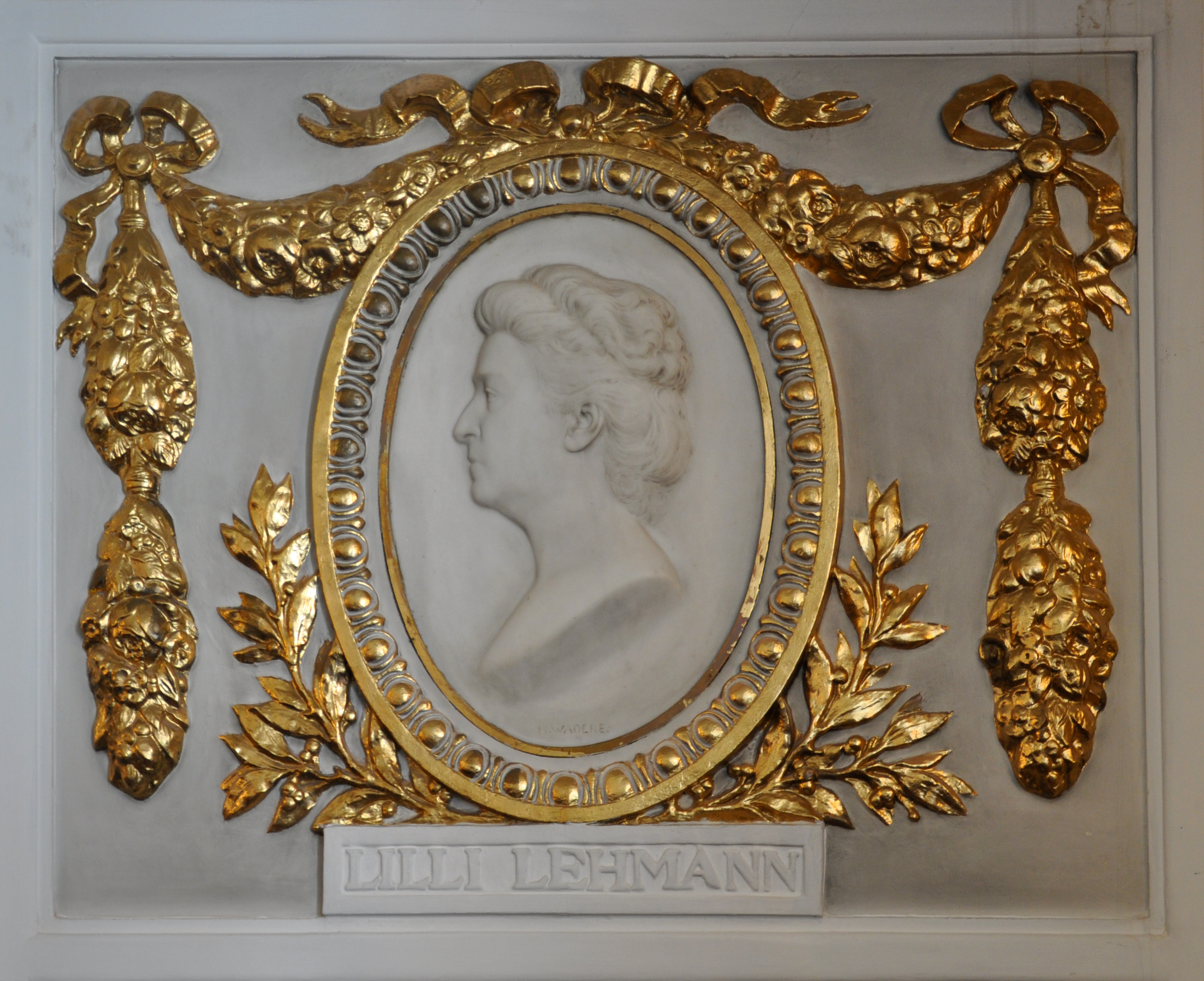
Médaillon de Lilli Lehmann au Mozarteum de Salzbourg